# Lycée Gambetta-Carnot
Pour les articles homonymes, voir Lycée Gambetta et Lycée Carnot.
Le lycée Gambetta-Carnot est une cité scolaire de l'enseignement public situé 25, boulevard Carnot dans le centre-ville d'Arras, dans le Pas-de-Calais. Il abrite des classes de collège, lycée (baccalauréat général et technologique), de BTS et de classes préparatoires aux grandes écoles (CPGE).

## Histoire
Dans les années 1480 est fondé le couvent des Grands Carmes à proximité des remparts d'Arras. La congrégation est chassée à la Révolution française. Après la Restauration, le couvent est réinvesti par des moniales de l'Ordre de Sainte-Ursule (Ursulines), qui se consacrent à l'éducation des jeunes filles. En 1861, elles font édifier un grand clocher au-dessus de leur chapelle, la tour de Grigny. En 1882, le pensionnat de jeunes filles devient un cours secondaire. Les remparts sont démantelés en 1891, permettant le désenclavement et l'extension des bâtiments.
Les Ursulines quittent les lieux après la loi du 7 juillet 1904, dite loi Émile Combes, relative à la suppression de l'enseignement congréganiste. En 1905, le cours secondaire devient le collège communale de jeunes filles.

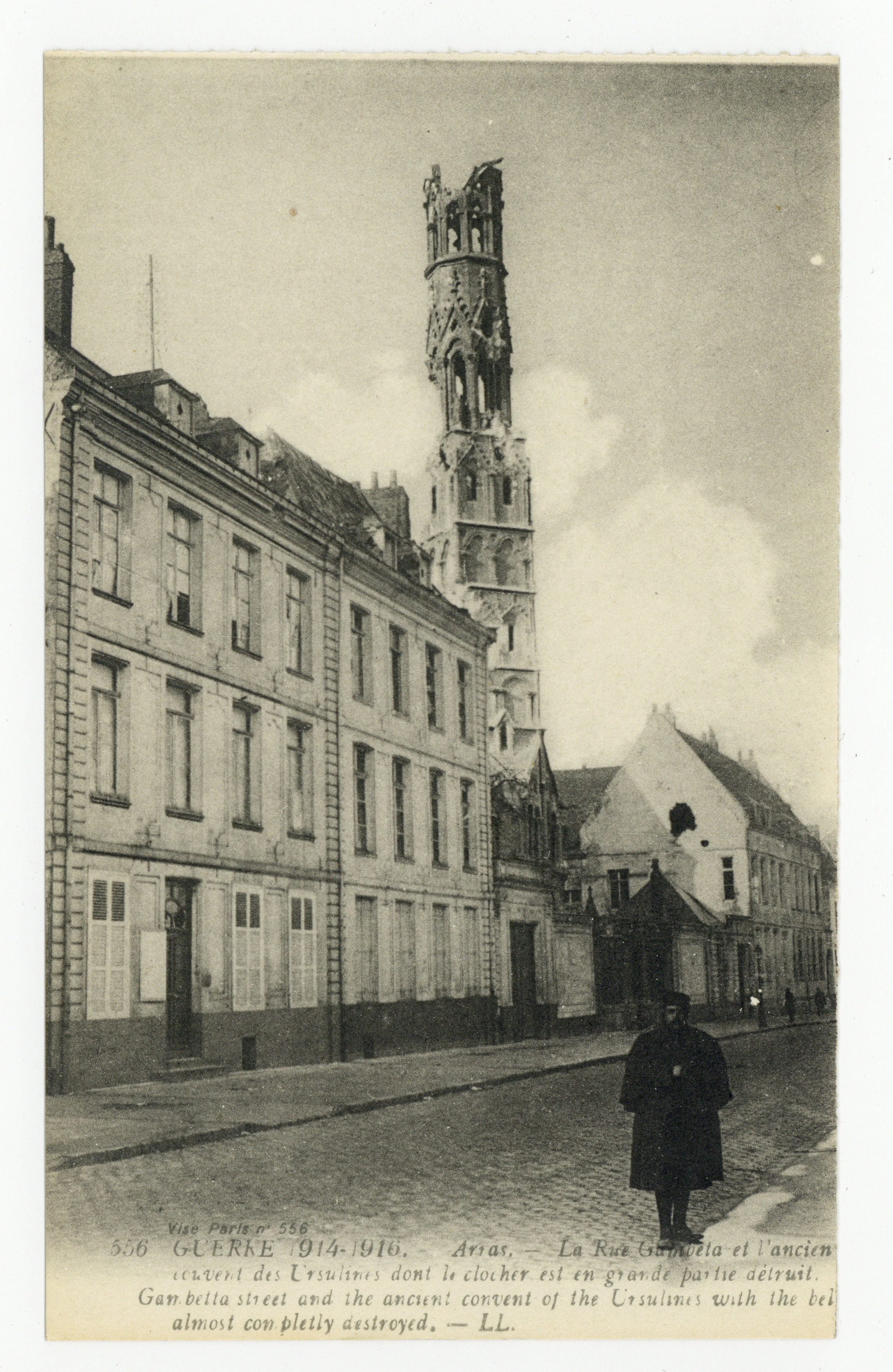
La rue Gambetta et l'ancien couvent des Ursulines dont le clocher est en grande partie détruit pendant la Première Guerre mondiale.

La ville d'Arras est en grande partie détruite par les bombardements lors de la Première Guerre mondiale, et le lycée est reconstruit. À la fin des années 1950, une extension est construite, en arc de cercle avec une façade sculptée par René Letourneur. Elle est inaugurée en 1961. En 1976, après la loi Haby rendant la mixité dans l'éducation publique obligatoire, le lycée de jeunes filles commence à accueillir des jeunes gens. En 1985, il est rebaptisé lycée Léon-Gambetta.
En 2011, le lycée Lazare Carnot voisin perd ses sections professionnelles, qui sont affectées au nouveau lycée Savary-Ferry. Les deux établissements Carnot et Gambetta fusionnent donc en 2012, avec des locaux sur deux sites.
En 2021, le 2 décembre 2021 précisément, un suicide a eu lieu. Une fille de 17 ans s'est suicidée du 6éme étage du bâtiment lycée de la cité scolaire. Une cellule psychologique avait été mise en place pour soutenir les élèves et professeurs.

### Attaque au couteau en 2023
Le 13 octobre 2023 a lieu une attaque au couteau dans le lycée Gambetta d'Arras.
Dominique Bernard, un professeur de français d'une cinquantaine d'années ayant tenté de défendre ses collègues, est mortellement blessé à la gorge et au thorax par l'assaillant. Deux autres membres du personnel scolaire (un manager des adjoints techniques territoriaux et un professeur d'EPS) sont quant à eux grièvement blessés mais survivent,. L'assaillant est un ancien élève du lycée, âgé de vingt ans, fiché S et d'origine ingouche,. Il est interpellé après les faits, de même que son frère, aperçu en vélo à proximité d'un autre établissement scolaire de la ville, et lui-même impliqué dans des affaires terroristes.